# Marialis Cultus
Marialis Cultus (pol. Kult Maryjny) – mariologiczna adhortacja apostolska papieża Pawła VI z 2 lutego 1974 O należytym kształtowaniu i rozwijaniu kultu Najświętszej Maryi Panny.

## Treść
Adhortacja Marialis Cultus wyjaśnia sposób, w jaki Kościół rzymskokatolicki czci i upamiętnia Maryję, Matkę Jezusa. Celem wydania adhortacji była aktualizacja nabożeństwa do Maryi w duszpasterskim procesie katechetycznym, zwłaszcza liturgicznym, zgodnie z reformami Soboru Watykańskiego II. Głównym przesłaniem dokumentu było stwierdzenie, że Maryję należy zawsze rozumieć w odniesieniu do Jezusa.
Adhortacja składa się z trzech części: 
- Część 1 omawia kult Maryi w odnowionej liturgii po Soborze Watykańskim II
- Część 2 koncentruje się na zasadach odnowy kultu maryjnego
- Część 3 dotyczy odnowy modlitw Anioł Pański i Różańca.

Marialis Cultus podaje wytyczne dotyczące czci oddawanej Matce Jezusa przez Kościół - to znaczy wskazuje drogę, aby wszystkie maryjne celebracje liturgiczne i publiczne były wyrażane zgodnie z ustaloną doktryną. „Historia pobożności pokazuje, jak rozwinęły się rozmaite formy pobożności względem Bożej Rodzicielki, które Kościół w granicach zdrowej i prawowiernej nauki zatwierdził” i że „w należyty sposób były one podporządkowane kultowi Chrystusa”.
Powszechnie uznaje się, że liturgiczny kult Maryi składa się z trzech elementów: wspominania, wzywania oraz pozdrawiania. W adhortacji zwrócono uwagę, że każdy element życia modlitewnego Kościoła, w tym nabożeństwa maryjnego, powinien czerpać inspirację z Biblii i harmonizować się z liturgią.
Zakończenie podkreśla teologiczną i duszpasterską wartość nabożeństwa do Najświętszej Maryi Panny.